# Dance Theatre of Harlem
La Dance Theatre of Harlem (DTH) è una compagnia professionale americana di balletto con sede ad Harlem, New York. Fu fondata nel 1969 sotto la direzione congiunta di Arthur Mitchell e Karel Shook. Milton Rosenstock è stato direttore musicale della compagnia dal 1981 al 1992. La DTH è rinomata per essere sia "la prima compagnia di balletto classico nero", che "la prima importante compagnia di balletto a dare la priorità ai ballerini neri".

## Storia
Arthur Mitchell, il primo danzatore afroamericano in un'importante compagnia di balletto (New York City Ballet), fu inviato in Brasile dal governo degli Stati Uniti per avviare il Balletto Nazionale del Brasile. Mentre era in viaggio verso l'aeroporto rimase scioccato nel sentire la notizia dell'assassinio di Martin Luther King Jr. In concomitanza con il movimento per i diritti civili, la morte del Dr. King ispirò Mitchell a rinunciare ai suoi piani in Brasile. Avrebbe invece trovato una scuola di danza classica per i bambini di Harlem, il quartiere povero e prevalentemente nero di New York in cui era cresciuto. Fortunatamente Karel Shook, il primo insegnante di balletto ed ex maestro di danza al Dutch National Ballet, accettò di unirsi a lui nella fondazione della scuola. A quel tempo Shook era il migliore e unico insegnante di discendenza europea disposto a formare afroamericani nella tecnica classica.
All'inizio, lo spazio nella Chiesa del Maestro era usato per tenere lezioni. Poco dopo, Mitchell avrebbe dato un acconto per un garage in disuso sulla 466 West 152nd Street e lo avrebbe convertito nel quartier generale che ancora oggi ospita la compagnia. Fondato inizialmente solo come una scuola, il Dance Theatre di Harlem nacque come compagnia di ballerini afroamericani per rimborsare il denaro che era stato messo a disposizione per l'esistenza della scuola. L'unico modo per farlo ciò era guadagnare tramite gli spettacoli. Seguendo i progetti originali del suo mentore George Balanchine, Mitchell preparò i migliori talenti della scuola come gruppo di artisti. Anche se ufficialmente costituito nel 1969, il Dance Theatre di Harlem farà il suo debutto ufficiale con uno spettacolo pubblico l'8 gennaio 1971 al Guggenheim Museum di New York, con tre balletti da camera coreografati da Mitchell. Durante la stagione di apertura, il repertorio della compagnia fu integrato con diversi balletti di Balanchine e Jerome Robbins; a sostegno della visione di Mitchell e del futuro dell'azienda, Balanchine aveva concesso a Mitchell il permesso di eseguire tutti i suoi balletti.
Il DTH avrebbe fatto il suo debutto europeo al Festival di Spoleto nel 1971. La compagnia produsse la sua prima stagione completa nel 1974. Nello stesso anno, la compagnia debuttò al Sadler's Wells Theatre. Nel 1984 il Dance Theatre di Harlem presentò in anteprima il suo lavoro più famoso, Creole Giselle (riallestito da Frederic Franklin), ambientato nella Louisiana Bayou degli anni '40. Nel 1988 il DTH intraprese un tour di cinque settimane in URSS, esibendosi in spettacoli tutto esauriti a Mosca, Tbilisi e Leningrado, dove la compagnia ricevette una standing ovation al famoso Teatro Kirov. Nel 1992 la compagnia viaggiò in Sud Africa nel tour "Dancing Through Barriers" che diede vita al programma di divulgazione con lo stesso nome che continua ad operare. La South African Suite, una collaborazione con il quartetto d'archi Soweto, fu creata dopo la visita della compagnia in Sud Africa e divenne un punto fermo nel repertorio della compagnia per gli anni a venire.
Nel 1997 i ballerini della compagnia scioperarono per richiedere migliori salari e condizioni di esecuzione. Dopo molte discussioni, la compagnia si organizzò in sindacato e si unì alla American Guild of Musical Artists (AGMA). Durante la stagione del trentesimo anniversario della compagnia, il Dance Theatre di Harlem e Mitchell furono inseriti nel National Museum of Dance e nel Cornelius Vanderbilt Whitney Hall of Fame a Saratoga Springs, New York.
Nel 2004 The Dance Theatre di Harlem partecipò al concerto "Wall to Wall Balanchine" nel Symphony Space in concomitanza con il centenario della nascita di Balanchine, fondatore del City Ballet.
A metà del 2004 il Dance Theatre di Harlem Company fu messo in pausa a causa di gravi problemi finanziari all'interno dell'organizzazione. Nel 2006 il presidente George W. Bush onorò il Dance Theatre of Harlem alla Casa Bianca per una serata di spettacoli tenuta dal DTH Ensemble e gli ex membri della compagnia.
Nel febbraio 2009 il Dance Theatre di Harlem ha festeggiato il suo 40º anniversario. Dal 2009 al 2012 The Dance Theatre di Harlem Ensemble, una seconda compagnia sviluppatasi dal programma di formazione professionale della scuola DTH, andò in tournée a livello nazionale e internazionale, sotto l'egida di Dance For America.
Nel 2011, Virginia Johnson, una danzatrice fondatrice ed ex prima ballerina della compagnia, fu nominata Direttore Artistico mentre Arthur Mitchell divenne Direttore Artistico Emerito. Nel 2012, dopo una pausa di otto anni, la Johnson riportò il Dance Theatre di Harlem allo stato di compagnia pienamente funzionante. Dopo il ritorno del DTH ad essere una compagnia completa, la Johnson ha commissionato prime mondiali di Helen Pickett, John Alleyne, Tanya Wideman-Davis e Thaddeus Davis, Darrell Grand Moultrie, e Robert Garland. La nuova compagnia DTH ha anche presentato balletti di George Balanchine, Nacho Duato, Donald Byrd, Ulysses Dove, Christopher Huggins e Alvin Ailey, tra gli altri. La compagnia ha tenuto le sue stagioni successive al Rose Theatre al Jazz at Lincoln Center e al New York City Center.
Gli archivi del DTH, creati ed elaborati con l'aiuto della Dance Heritage Coalition, contengono molti documenti importanti tratti dalla storia della compagnia. Questi includono fotografie della visita di Nelson Mandela al DTH, una partitura manoscritta di Karel Shook e disegni di Salvatore Ferragamo. Nel 2013 gli archivi DTH hanno ricevuto una sovvenzione per il Sustaining Cultural Heritage Collections dal National Endowment for the Humanities per aiutare il miglioramento delle misure di conservazione sostenibili della collezione di archivi DTH.

## Lavoro di sensibilizzazione
Il Dance Theatre di Harlem School offre corsi di formazione a più di 1.000 giovani ogni anno con il suo programma per la comunità chiamato Dancing Through Barriers, aperto a tutti i bambini che desiderano studiare danza. Il Dancing Through Barriers Ensemble della compagnia è presente in tutti gli Stati Uniti. Accetta dai bambini in età prescolare fino ai cittadini anziani. La scuola offre specializzazioni nel movimento dei bambini, il balletto europeo, la coreografia e la musicologia.
Il Dance Theatre di Harlem ora ha un programma residente pre-professionale presso il John F. Kennedy Center for the Performing Arts di Washington, DC, per ballerini di età compresa tra gli otto ed i diciotto anni. Se accettati, gli studenti si incontrano ogni sabato, da ottobre ad aprile, e lavorano con il coreografo residente DTH Robert Garland. Il programma comprende quattro livelli, da principiante ad avanzato, per donne e uomini dell'area metropolitana DC. Ad aprile il programma culmina con un'esibizione sul palco della sala concerti del Kennedy Center come parte della serie Millennium Stage.
Sebbene la compagnia abbia cessato di esibirsi nel 2004 a causa di vincoli di budget, durante questo intervallo il Dancing Though Barriers Ensemble ha continuato la sua sensibilizzazione della comunità come l'unica entità esecutiva dell'organizzazione. Dal 2012 al 2017, Roberto Villanueva è stato direttore di Dancing Through the Barriers, allargando notevolmente la presenza del programma in tutta New York.